# Aston Martin Valkyrie AMR-LMH
La Aston Martin Valkyrie AMR-LMH è un'autovettura di tipo sport prototipo, progettata e realizzata dalla Aston Martin insieme alla Multimatic per gareggiare nel campionato del mondo endurance FIA e nel campionato IMSA WeatherTech SportsCar. L'auto è una versione da corsa modificata adattata ai regolamenti Le Mans Hypercar basata sulla vettura Valkyrie AMR Pro di Aston Martin.

## Storia

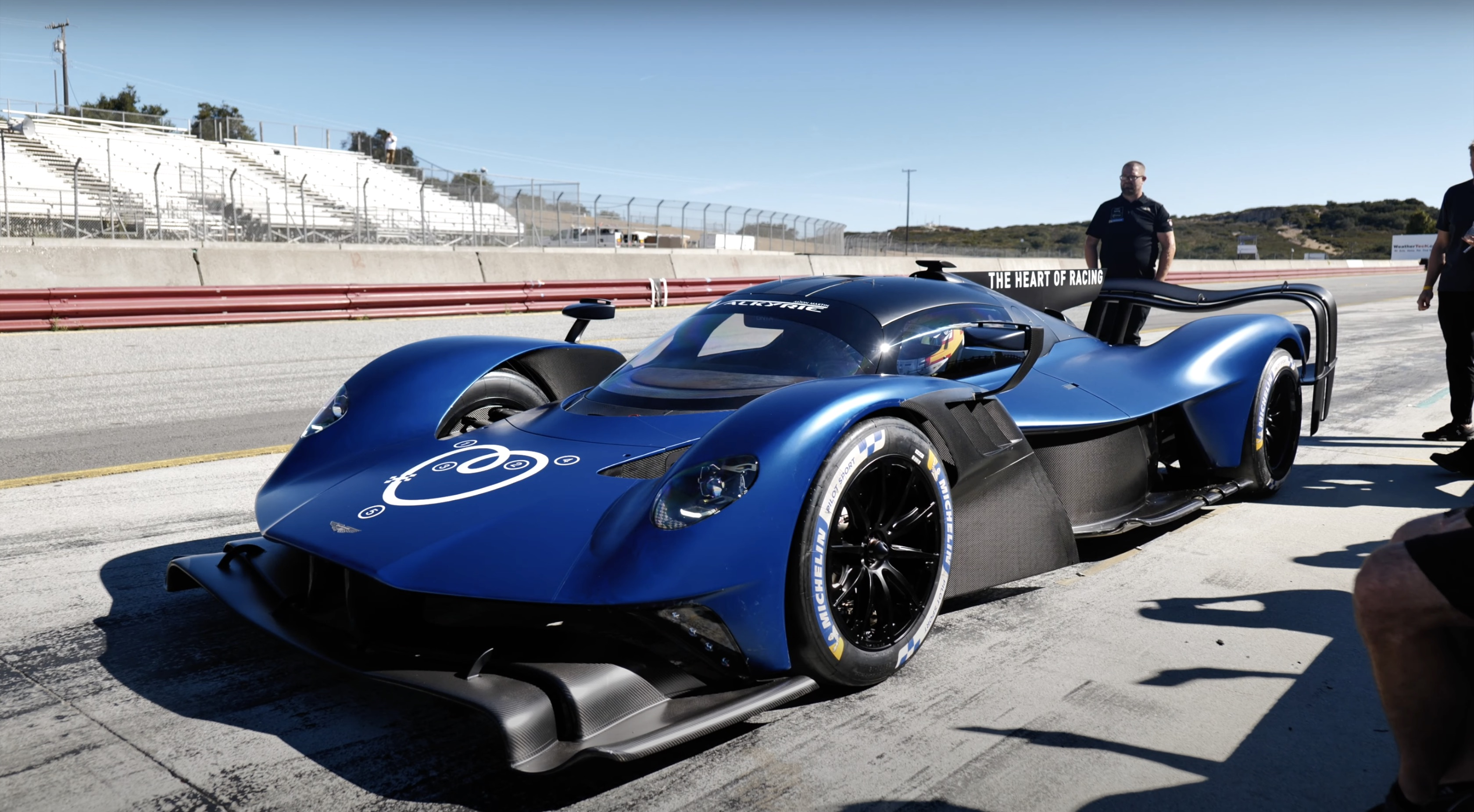
La Valkyrie AMR-LMH è basata sulla Aston Martin Valkyrie AMR Pro.

Aston Martin è stato uno dei primi produttori a impegnarsi nella classe Le Mans Hypercar nel 2019, con l'intenzione di iniziare la competizione con almeno due auto nel Campionato mondiale endurance FIA del 2021. L'auto era progettata per competere priva di un sistema ibrido, nonostante la versione stradale ne contenesse uno. Accanto alle iscrizioni di fabbrica, erano previste altre due auto da schierare da R-Motorsport.
Nel febbraio del 2020, Aston Martin annunciò che avrebbe annullato il progetto, in seguito alla decisione dell'Automobile Club de l'Ouest di consentire ai veicoli LMDh di partecipare al progetto Hypercar. Inoltre, il marchio si unì alla Formula Uno in quel periodo, il che significava che aveva finanze limitate per supportare il suo programma Hypercar.
Nell'ottobre del 2023, Aston Martin annunciò ufficialmente il ritorno del progetto Valkyrie Le Mans Hypercar. Pianificarono di iscrivere almeno un'auto sia al FIA WEC che all'IMSA SportsCar Championship nel 2025, gestito da The Heart of Racing. Ciò renderebbe Aston Martin il primo produttore di Le Mans Hypercar a partecipare alla serie IMSA, che fino a quel momento aveva visto partecipare solo auto LMDh.
L'auto, ora riconosciuta come Valkyrie AMR-LMH,  è stata lanciata nell'estate del 2024, prima di un ampio programma di test da parte di Aston Martin e The Heart of Racing al circuito di Silverstone e Donington Park, insieme ai piloti Darren Turner, Harry Tincknell e Mario Farnbacher. The Heart of Racing ha partecipato a test autorizzati con la Valkyrie AMR-LMH più tardi quell'anno, testando l'auto rispettivamente al Bahrain International Circuit e a Daytona.
Il 21 novembre, Aston Martin ha annunciato che la Valkyrie AMR-LMH avrebbe fatto il suo debutto mondiale in gara alla Qatar 1812 km del 2025, scegliendo di saltare la 24 Ore di Daytona del 2025 per eseguire ulteriori test e sviluppo. Hanno anche annunciato che entrambe le auto che avrebbero gareggiato nel FIA WEC avrebbero utilizzato i numeri #007 e #009, entrambi presi dalla loro Aston Martin DBR9 vincitrice di Le Mans. Harry Tincknell e Alex Riberas sono stati anche annunciati come i primi due piloti a gareggiare con l'auto, guidando rispettivamente la #007 e la #009.

## Risultati nel WEC
| Anno | Team                   | Classe   | Pilota           | #   | 1   | 2   | 3   | 4   | 5   | 6   | 7   | 8   | Punti | Pos |
| ---- | ---------------------- | -------- | ---------------- | --- | --- | --- | --- | --- | --- | --- | --- | --- | ----- | --- |
| 2025 | Aston Martin THOR Team | Hypercar |                  |     | QAT | IMO | SPA | LMN | SAO | USA | FUJ | BHR |       |     |
| 2025 | Aston Martin THOR Team | Hypercar | Harry Tincknell  | 007 | Rit | 18  | 13  | 15  |     |     |     |     | 0*    |     |
| 2025 | Aston Martin THOR Team | Hypercar | Ross Gunn        | 007 | Rit | 18  | 13  | 15  |     |     |     |     | 0*    |     |
| 2025 | Aston Martin THOR Team | Hypercar | Tom Gamble       | 007 | Rit | 18  | 13  | 15  |     |     |     |     | 0*    |     |
| 2025 | Aston Martin THOR Team | Hypercar | Alex Riberas     | 009 | 17  | 17  | 14  | 13  |     |     |     |     | 0*    |     |
| 2025 | Aston Martin THOR Team | Hypercar | Marco Sorensen   | 009 | 17  | 17  | 14  | 13  |     |     |     |     | 0*    |     |
| 2025 | Aston Martin THOR Team | Hypercar | Roman De Angelis | 009 | 17  | 17  | 14  | 13  |     |     |     |     | 0*    |     |

Corsivo - Giro più veloce
Grassetto - Pole Position